# Hit Factory
『Hit Factory』（ヒット・ファクトリー）は、日本のミュージシャン小室哲哉が1992年10月21日にリリースしたカバー・アルバム。
キャッチコピーは『この世の隅で、紡がれる』。
『Digitalian is eating breakfast』（1989年）以来となるリードボーカルを担当するソロ・アルバム。小室はTM NETWORKの活動以外にも多くの人気アーティストに楽曲を提供しており、今作はその中から選曲されたセルフカバーアルバムである。

## 録音
いくつかの曲で歌詞を一部変更、もしくは新たに書き下ろしている。小室は本作と、本作の先行シングルの「Magic」と「二十歳の約束」の音楽制作のためだけの音楽ユニットとして、小室、久保こーじ、日向大介の3人からなる「T.C.D Hits」を結成し、プロデュース・アレンジ・演奏を同時進行で手がけた。全面的なボーカルディレクションは日向に委ねられている。アレンジ・サウンドプロデュース・スタジオミュージシャンの選定は、小室を中心に行いつつ久保のアシストが入った上で行った。
「Magic」、「Futari」、「South Beach Walk」は今作のために書き下ろされ、「Magic」は先行シングルカットされた。
選曲の基準は東京でベーシックトラックを作った後、マイアミで手を加え、ニューヨークで最終的なミキシングを行った。マイアミを選んだ理由は「スタジオを含めた全ての環境を大きく変えて、普段だったらやらない作業にも関わりたい」という思いと、テレビで放送された1920年代に建てられたアール・デコをアメリカ流にアレンジした建物に惹かれたため、理屈ではなく「自分の思い描いたものに近づくことが出来る」という衝動で選んだ。
マイアミへの滞在は休暇も兼ねていたため、1日の半分はレコーディング以外は何もしないで海岸やプールに入ったり、ドライブをしていた。
「メロディだけで存在感を主張している歌を聞かせよう」という意向で、選曲は小室自身の仮歌が録音されているデモテープから選んだ。また原曲のイメージを守り、原曲が好きなファンを否定しないために、女性ヴォーカルと自分の声を何回も録音して、小室特有の歌のクセを消していった。小室曰く「歌をできるだけメロディに近づけるために楽器化していった」とのこと（「Kimi ni Aete」のみエフェクトは付けていない）。更に念押しとして、ボイストレーニングを直に受けた。小室が人から音楽を教わるのは幼年時代にヴァイオリンの指導を受けて以来2度目だった。目標は「格好良い」「渋い」という意味で「クールだね」と海外のスタッフに褒められることを目指し、「素晴らしい」「奇妙」を意味する「ファンタスティック」と言われない様に徹した。
本作において、プロデビューしてから初めて小室は自身とは別の鍵盤奏者を起用した。
岡田有希子に提供した「Sweet Planet」「水色プリンセス ―水の精―」、宮沢りえに提供した「ドリームラッシュ」を手掛ける予定もあり、実際にアレンジもベースとなる流れが出来上がっていたが、歌詞をどの様に改変するかに迷い、見送りとなった。

## 音楽性
アルバムのテーマとして「エルトン・ジョン、ビリー・ジョエル等小室が影響を受けたアーティストの影が見えない、作曲家としての自分のメロディの難しさ・オリジナリティと時代の流れの再確認」「映像に付ける音楽をやっていきたいというプロモーション」「ダンス・ミュージックを作り続けるという意思表示」という3つのコンセプトを提示するために、TMがデビューしてから本作製作開始までに制作した楽曲を改めて聴き直し、商品盤ではなくデモテープの時の状態を基本にした。
アルバムの全体的な構成として、当初は井上陽水のセルフカバー・アルバム「9.5カラット」を意識していたが、「あの人はあれだけ自分で歌える人だから、他の人に歌ってもらわなくても、自分の作品が世に出ないなんてことはない。僕はその反対で、他の人が歌わない限り世に出なかった。何より自分で歌い始めてから3年しか経っていない」と振り返り、曲を作る上での小室が編み出したアイディア・手法を見直し、他人にアレンジを委ねた楽曲を自分でアレンジし直し、それらを小室自身に還元することを目標にした。
音色のコンセプトは「各パートの音色のピッチやリズムに気を使い、センスのいいエンジニアにミキシングしてもらう」という当然のことをいつもより丁寧にやりながら積み重ねて行き、「単純に気持ち良い音」を目指した。これは「『V2』や『マドモアゼル・モーツァルト』と重量感のある音色を作ってきたので、その反動でリラックスできる楽曲を作りたかった」という個人的事情もある。

## リリース
1992年10月21日にEPIC/SONY RECORDSよりリリースされた。
2013年7月17日にソニー・ミュージックダイレクトよりBlu-spec CD2仕様で再発された。

## アートワーク
小室の「とにかくメロディに耳を傾けて欲しい」という思いから、ブックレストの最終頁の「コンパクト・ディスクの取り扱い上の注意」の注意書きを除き、タイトル及びジャケットの歌詞は全てローマ字表記となっている。ただし、小室が出したノーメイク、ノースタイリングの写真集『HIT FACTORY』の中ではタイトル以外は普通に日本語表記で歌詞が書かれている。

## チャート成績
本作は1992年11月2日付けのオリコンチャートにて最高位2位となり、売り上げ枚数は14.9万枚となった。

## 批評
| 専門評論家によるレビュー | 専門評論家によるレビュー |
| レビュー・スコア         | レビュー・スコア         |
| 出典                     | 評価                     |
| ------------------------ | ------------------------ |
| CDジャーナル             | 肯定的                   |

- 音楽情報サイト『CDジャーナル』では、「メロディーメイカーとしての彼の才能が、落ち着いたアレンジの中でさり気なく生かされているのに好感が持てる。彼の中の少年ぽさを漂わせる歌詞もアルバムの幅を広げているようだ」と肯定的に評価されている[13]。

## 収録曲
| 全作曲: 小室哲哉、全編曲: T.C.D Hits。 |                                                       |            |            |      |
| #                                      | タイトル                                              | 作詞       | 作曲・編曲 | 時間 |
| 1.                                     | 「Omoide o Okizarinishite（思い出を置き去りにして）」 | 秋元康     | 小室哲哉   | 5:00 |
| 2.                                     | 「Magic」                                             | 坂元裕二   | 小室哲哉   | 5:49 |
| 3.                                     | 「Good Morning-Call」                                 | 小泉今日子 | 小室哲哉   | 5:39 |
| 4.                                     | 「50/50」                                             | 田口俊     | 小室哲哉   | 5:47 |
| 5.                                     | 「TOO SHY SHY BOY!」                                  | 小室哲哉   | 小室哲哉   | 4:48 |
| 6.                                     | 「Resistance」                                        | 小室みつ子 | 小室哲哉   | 5:40 |
| 7.                                     | 「Futari（ふたり）」                                  | 坂元裕二   | 小室哲哉   | 5:08 |
| 8.                                     | 「South Beach Walk」                                  |            | 小室哲哉   | 5:49 |
| 9.                                     | 「Kimono Beat」                                       | 松本隆     | 小室哲哉   | 5:04 |
| 10.                                    | 「Kimi ni Aete（きみに会えて）」                      | 神沢礼江   | 小室哲哉   | 5:21 |
| 合計時間:                              | 合計時間:                                             | 合計時間:  | 54:05      |      |

## 楽曲解説
1. Omoide o Okizarinishite（思い出を置き去りにして） 
  - 1987年、堀ちえみに提供した「愛を今信じていたい」の歌詞差し替え版。堀の引退前のラストシングルだった[12]。B面の「Faraway」も小室が提供している。
  - 小室は「媚びた所・受け狙いの所がなく、自分が歌っても素直に入り込めるメロディ」と語っている[9]。
2. Magic
  - 今作から先行シングルとしてリリースされた。詳細は「Magic」を参照。
3. Good Morning-Call
  - 1988年に小泉今日子に提供し、小泉が初めて作詞をした楽曲。味の素「クノール カップスープ」のCMソングに起用された。
  - 小室がセルフカバーをする旨を申し出た際に、小泉が「なるべく歌詞はそのままにして下さい」という条件を付けたため、「女性の言葉で、且つ男が歌っても違和感がない」様にした[9]。
  - 音色やアレンジは「大人っぽくする」をコンセプトにテンポを下げたり、弦楽器を前面に押し出した[9]。
4. 50/50
  - 1987年に中山美穂に提供した楽曲。中山が歌う音源とは歌詞が全く異なる。
  - 小室はこの曲のメロディが難解であり、自身で歌唱することは困難であったと述べている[12]。また、ファンク寄りのアレンジにしたつもりであったが小室自身は「クールな印象が勝ってますね」と述べている[12]。
  - 船山基紀がアレンジした原曲を聞き直して、気に入っている所は残して、「僕だったらこうしたかもしれない」という印象と記憶を元にアレンジを付け足した[6]。
  - 大元のテーマである「男と女の駆け引き」は残した上で田口俊が全面的に書き直した[6]。
5. TOO SHY SHY BOY!
  - 1992年に観月ありさに提供した楽曲で、作詞も小室が担当した。この楽曲は観月の4枚目のシングルでキリンビバレッジ「Chasse」のCMソングに起用された。この曲も観月が歌う原曲とはサビの部分を除き歌詞が異なる。
  - ノークレジットではあるが、全面的なアレンジは久保こーじに委ねられた[9]。
  - この曲では小室以外の人物がキーボードを担当したが、小室は「TMを含めて、レコーディングで自分以外の人がピアノを弾いているのを見るのは、初めてで不思議な感じがしましたね」と述べている[12]、
6. Resistance
  - 1987年発売のTM NETWORKのアルバム『humansystem』に収録され、1988年にシングルカットされたヒット曲。シングル「Magic」のカップリングにもなった。歌詞が一部異なる。
  - 小室はTM NETWORKの中から選曲するのが困難であったと述べた上で、当時の自身の代表的なメロディとして「Resistance」を選曲したと述べている[12]。当初の制作時におけるデモテープの段階では今回採用されたリズムが使用されていたと述べている[12]。
7. Futari（ふたり）
  - 今作のために書き下ろされた楽曲。弾き直し無しで1時間～1時間半で完成した[9]。
  - コンセプトは「デモテープを作るとき、仕上がりはこの様になる」ことを業界に示すことだった[9]。
8. South Beach Walk
  - 今作のために書き下ろされた、真夏の海岸をイメージしたインストゥルメンタル曲。小室とその場にいたエンジニアのみで制作された。「マイアミのスタジオの設備がMusic Production Controllerしかなかったからというのもあるが、この機材が無かったらここまでシンプルな出来にはならなかった」と語っている[8]。
  - 打ち込み・演奏は小室一人で行われ、本来エレキベースが担当するパートもキーボードの手弾きで再現された[9]。
  - ピアノはクライテリア・スタジオのピアノが使用された。偶然にもデレク・アンド・ザ・ドミノスの「いとしのレイラ」で使用されたピアノだった[9]。
  - 小室はマイアミでレコーディングした記念として、絵葉書的な感覚で制作したとも述べている[12]。
9. Kimono Beat
  - 1987年に、松田聖子のアルバム『Strawberry Time』に提供された楽曲。松田が歌う原曲は女性視点で歌詞が書かれていたが、小室が歌う今作の歌詞は男性視点に書き直されている。
  - 小室は当時の松田を日本のオリビア・ニュートン＝ジョンやシーナ・イーストンと見立てて楽曲を制作したと述べている[12]。今作ではシンセサイザーによるポップなイメージを目指し、アナログとデジタルのシンセサイザーによって典型的な音使いをしたと述べている[12]。
10. Kimi ni Aete（きみに会えて）
  - 1985年に、渡辺美里のアルバム『eyes』に提供された楽曲。渡辺とは当時レコード会社が同じで、小室はプロデュースチームに入り多くの楽曲を提供していた。
  - コンセプトは「デモテープを作る前の自分を5分の尺で表現する」「スタッフだけが聴く様なメイキング」を志向した[9]。
  - 弾き語りでレコーディングされた[9]。

## クレジット

### レコーディングメンバー
- 鳥山雄司 : Guitar
- Rafael Padilla : Percussion
- Ale Lorenzo : Backing Vocal
- David Mann : Sax
- Chocolate : Bass
- 美久月千晴 : Bass
- のざきめぐみ : Backing Vocal
- 松尾和博 : Guitar
- Paquito Hechavarría : Piano
- John Bangle : Vocal Therapy
- 高橋拓也 : Synclavier Operation

### スタッフ
- Produced, Arranged, Programming, Performed : T.C.D.Hits（小室哲哉、久保こーじ、日向大介）
- Mixed : Michael R. Hutchison
- Mixed : 日向大介 (#8)
- Recorded : Cesar Sogbe、飯島周城、Mark Krieg
- Mastering : Howie Weinberg
- Executive Producer : 小坂洋二
- A&R : 山口三平、松田芳明
- A&R(International) : 大竹健
- Artist Promotion : 湯川宏一, 福田良昭

## リリース日一覧
| No. | 日付           | レーベル                                | 規格              | 規格品番   | 最高順位 | 備考               |
| --- | -------------- | --------------------------------------- | ----------------- | ---------- | -------- | ------------------ |
| 1   | 1992年10月21日 | EPIC/SONY RECORDS                       | CD                | ESCB-1330  | 2位      |                    |
| 2   | 2013年7月17日  | ソニー・ミュージックダイレクト/GT music | ブルースペックCD2 | MHCL-30104 | 231位    | デジタルリマスター |